# God Eater
God Eater (ゴッドイーター バースト?, Goddo Ītā) è un videogioco di genere action RPG sviluppato dalla Shift e pubblicato da Bandai Namco Holdings il 4 febbraio 2010 esclusivamente in Giappone. Verrà poi pubblicata una versione con tutti i DLC chiamata God Eater Burst (ゴッドイーター バースト?, Goddo Ītā Bāsuto) il 28 ottobre dello stesso anno; e che arriverà anche in occidente per la prima volta dal 15 marzo del 2011 pubblicato da D3 Publisher. Un sequel, God Eater 2, è uscito in Giappone nel novembre 2013. Una serie anime basata sul videogioco è stata pubblicata da Ufotable nel 2015. Il 29 ottobre del 2015 è uscita in Giappone una rimasterizzazione del gioco per PlayStation 4 e PlayStation Vita con il nome di God Eater Resurrection (ゴッドイーター リザレクション?, Goddo Ītā Rizarekushon). Uscirà anche in occidente dal 28 giugno del 2016, ma solo in America e dal 30 agosto in Europa, che includerà anche la versione per Microsoft Windows.

## Ambientazione
Il gioco è ambientato in un paese immaginario chiamato New Asian Union (NAU) nell'anno 2071 in cui il mondo è stato per lo più distrutto da misteriosi mostri conosciuti come Aragami. Un'organizzazione conosciuta come Fenrir fu fondata per sterminare gli Aragami usando armi chiamate God Arc, create dalle cellule degli stessi Aragami. Coloro che si specializzano nello sterminare gli Aragami sono conosciuti come God Eater. Originariamente i God Eater avevano due tipi di God Arc, le quali potevano avere la forma di una pistola o di una lama, tuttavia è stato scoperto un nuovo tipo che può passare sia da pistola a lama. Da allora, sono stati classificati New-Type e i precedenti come Old-Type.

## Trama
Il protagonista si unisce alla Divisione dell'Estremo Oriente dell'organizzazione Fenrir insieme al suo amico Kota Fujiki, scoprendo di essere uno dei nuovi God Eater dotati di God Arc New-Type. I due sono assegnati sotto Lindow Amamiya, leader della Prima Unità, il quale gli impone subito tre semplici ordini: non morire, correre quando è necessario e nascondersi; incontrano anche gli altri membri della Prima Unità, Sakuya Tachibana e Soma Schicksal, insieme al loro istruttore Tsubaki Amamiya, sorella di Lindow. Il Dr. Paylor Sakaki insegna alle nuove reclute sugli Aragami e su un'iniziativa per espandere l'Arcologia della Divisione dell'Estremo Oriente nota come Progetto Egida. Poco dopo, un secondo God Eater New-Type proveniente dalla Russia di nome Alisa Ilinichina Amiella si unisce alla Prima Unità. Durante una missione, un branco di Prithvi Mata tende loro un'imboscata, il che fa sì che Alisa ricordi un episodio traumatico avuto con un'Aragami e intrappolando accidentalmente Lindow. Il resto della prima unità riesce a fuggire, tuttavia Lindow viene lasciato indietro. Dopo essere tornati alla base, Alisa viene immediatamente curata a causa della sua condizione e viene temporaneamente rimossa dal servizio di combattimento.
Il protagonista la visita mentre dorme e scopre un'abilità nota come "Risonanza" in cui può vedere i suoi ricordi attraverso il contatto fisico. Viene rivelato che i suoi episodi sono dovuti al trauma infantile di aver visto i suoi genitori mangiati da un Aragami e il fatto che fosse ipnotizzata dal suo terapeuta, il Dr. Daigo Oguruma, il quale l'aveva focalizzata a vendicare i suoi genitori sostituendo in seguito l'immagine dell'Aragami con quella di Lindow. Il protagonista riesce a far riprendere Alisa, facendo sì che torni a combattere in prima linea insieme a loro. Nel frattempo Sakuya, dopo essersi addolorata per la perdita di Lindow, trova un suo messaggio segreto ma inaccessibile senza il suo bracciale. Dopo che Lindow è stato dichiarato scomparso in azione, il protagonista viene promosso come nuovo leader della Prima Unità dal direttore della Divisione dell'Estremo Oriente di Fenrir, Johannes von Schicksal, padre di Soma, che li usa nelle missioni top secret cercando l'entità conosciuta come la Singolarità. Sakaki, pienamente consapevole delle intenzioni del direttore, lo inganna nella ricerca della Singolarità in Europa dopo avergli detto che un misterioso Aragami è apparso lì.
Sakaki viene posto temporaneamente al comando della Divisione fino a quando il direttore non sarebbe tornato, decidendo di inviare il protagonista e gli altri membri della Prima Unità in una missione segreta. Poco dopo, infatti, il gruppo scopre un Aragami umano dalle sembianze di una ragazzina, e decidono di chiamarla Shio. Mentre tengono nascosta Shio dal direttore e le insegnano come essere un umano, la Prima Unità viene inviata a cercare il bracciale di Lindow, il quale ha iniziato a inviare dei segnali. Le coordinate li portano a scontrarsi contro un Dyaus Pita, lo stesso Aragami che uccise i genitori di Alisa. Dopo aver recuperato il bracciale all'interno del mostro, Sakuya scopre che Lindow stava investigando segretamente sul progetto segreto di Johannes, chiamato Progetto Arca, cosa che la porta a voler finire le indagini con la complicità di Alisa. Nel mentre Shio inizia a manifestare uno strano comportamento che sembra attirarla verso l'Isola di Egida. Fortunatamente riescono a ritrovarla e a calmarla dandole diverse parti di Aragami.
Intanto Sakuya e Alisa arrivano sull'Isola di Egida, scoprendo che il suddetto progetto è in realtà una copertura per il Progetto Arca. Vengono, tuttavia, sorprese da Johannes, il quale le rivela che il Progetto Arca consiste nel risvegliare un Aragami apocalittico noto come "Nova" per distruggere tutta la vita sulla terra e salvare 1000 prescelti inviandoli nello spazio esterno fino a quando il pianeta non sarà di nuovo abitabile. Davanti al loro rifiuto di accettare la sua visione delle cose, Johannes fa intervenire Daigo Oguruma, che tenta di ipnotizzare nuovamente Alisa per eliminare Sakuya, ma Alisa riesce a resistere grazie a un consiglio che le aveva dato Lindow e le due fuggono, riuscendo a prendere contatto con il protagonista e il resto della Prima Unità per informarli del Progetto Arca e decidere se lo appoggeranno o meno. Kota decide di supportarlo per proteggere la sua famiglia, mentre Soma, fin da sempre in contrasto con il padre, decide di opporglisi. Il protagonista, invece, viene invitato da Johannes, il quale, consapevole che sia a conoscenza della verità, cerca di convincerlo ad aderire al Progetto Arca spiegandogli che non è necessario combattere per un mondo ormai morente, decidendo, comunque, di concedergli del tempo fino alla scadenza dei preparativi. Il protagonista decide di informare il dottor Sakaki di quanto sta accadendo quando il direttore provoca un'interruzione dell'alimentazione, scoprendo che Sakaki stava tenendo nascosta Shio, la quale è la Singolarità, prendendola con la forza.
Alisa e Sakuya si ricongiungono ai membri della Prima Unità dopo aver scoperto che il Progetto Arca è vicino al completamento. Kota, dopo aver scoperto che Shio è scomparsa, decide di restare e aiutare i suoi compagni, rivelando di essere a conoscenza di una via segreta che conduce direttamente sull'Isola di Egida. Il gruppo raggiunge l'isola per recuperare Shio, ma arriva troppo tardi in quanto Johannes aveva già estratto il suo nucleo e l'aveva posizionato all'interno di Nova, per poi fondersi con un Aragami creato da lui stesso usando le cellule di Nova nel tentativo di impedire alla squadra di fermare il suo risveglio. La squadra sconfigge con successo Johannes, ma Nova ha già iniziato a risvegliarsi. Nei suoi ultimi istanti di vita Johannes esorta Soma, riconoscendolo finalmente come figlio, e la squadra ad andare su un'arca prima che sia troppo tardi. Mentre il gruppo è costernato per il proprio fallimento, Shio si sveglia miracolosamente e ringrazia i suoi amici per tutti i momenti passati insieme, per poi decidere di portare Nova sulla Luna in modo da proteggere il pianeta, rendendo il satellite verde.

### Burst
Tre mesi dopo gli eventi accaduti, la verità sul direttore Johannes e il Progetto Arca viene insabbiata dal quartier generale della Fenrir che lo fa passare per un incidente, prendendo la decisione di continuare il Progetto Egida in modo da garantire la sicurezza dei sopravvissuti. Intanto la Prima Unità continua a cacciare gli Aragami, scoprendo che recentemente diverse missioni sono state annullate in quanto gli obbiettivi sono stati trovati già morti. Scoprono che la causa è un nuovo tipo di Aragami denominato Hannibal, il quale dimostra di poter rigenerare il proprio nucleo, e cercando di salvare Kota da un suo attacco a sorpresa il protagonista viene colpito duramente, e la sua God Arc viene danneggiata. Dopo essersi ripreso, tuttavia, la Divisione dell'Estremo Oriente viene invasa dagli Aragami. Il protagonista trova un'opportunità per usare la God Arc di Lindow, ma viene avvertito dall'ingegnere Licca che è impossibile brandire il God Arc di qualcun altro in quanto essa rigetterebbe qualunque altro God Eater. Indipendentemente da ciò il protagonista tenta di maneggiarlo, e tramite la Risonanza attraverso il God Arc di Lindow scopre che egli è ancora vivo. Prima di cadere in stato di incoscienza, il protagonista viene salvato da un Vajratail da un nuovo God Eater.
Il God Eater si presenta come Ren, il quale lavorava insieme a Lindow, una nuova recluta New-Type insieme a Federico Caruso e Annette Koenig. Durante una conversazione con Ren, il protagonista usa la Risonanza su di lui, avendo una visione di Lindow che perse il suo bracciale durante lo scontro con il Dyaus Pita ma che venne salvato da Shio, la quale lo nascose e si prese cura di lui rallentando l'infezione dovuta alle Oracle Cell nel suo organismo. Certo che Lindow possa essere ancora vivo, il protagonista informa il Dr. Sakaki e Tsubaki di quanto appreso, andando così alla sua ricerca. Ren spiega al protagonista che una volta che i God Eater perdono il loro bracciale alla fine si trasformano in Aragami, e possono essere uccisi solo dal loro God Arc personale. Nel corso delle indagini, il protagonista aiuta Annette a salvare Kanon e Brendan, rimasti dispersi dopo che un misterioso Aragami li aveva attaccati in missione, per poi salvare appena in tempo Tatsumi, Karel e Shun da un nuovo tipo di Hannibal, sperimentando su di lui la Risonanza e scoprendo che l'essere in realtà è Lindow, il quale decide di risparmiarlo e dirigersi sull'Isola di Egida. Il protagonista decide così di affrontarlo da solo insieme a Ren, il quale gli dona il God Arc di Lindow in modo che possa sconfiggerlo. I membri della Prima Unità, tuttavia, scoprono le sue intenzioni e decidono di raggiungerlo per aiutarlo, arrivando nel momento in cui l'Hannibal si rialza una volta sconfitto dai due God Eater e rivelando nel suo petto Lindow, che in un breve attimo di coscienza esorta il gruppo a scappare. Ma il protagonista, deciso a riportarlo indietro, impugna il suo God Arc e squarcia l'Aragami fino al nucleo, usando la Risonanza per entrare nella sua mente con Ren. I due finiscono in una proiezione della mente di Lindow del Covo, dove Ren spiega che per ricomporre la sua coscienza devono ripercorrere delle missioni che un tempo Lindow aveva compiuto. Insieme riescono a sconfiggere un Susano'o e un Uroboros, trovando finalmente la coscienza di Lindow in una proiezione della chiesa dove aveva rischiato la vita. A questo punto Ren rivela di essere in realtà una proiezione del God Arc di Lindow, per poi riunirsi finalmente al suo proprietario. In quel momento, però, si presenta l'Hannibal, deciso a non rinunciare al corpo di Lindow e scatenando uno scontro in cui, nonostante gli sforzi dei due God Eater, continua a resistere. All'ultimo momento, però, Ren si fa avanti e si sacrifica per sconfiggere l'Aragami, per poi salutare sia Lindow che il protagonista. Nel mondo reale Lindow ritorna nella sua forma umana e insieme ritornano alla Divisione dell'Estremo Oriente. Dopo un po' di tempo Lindow sposa Sakuya e decide di addestrare Federico e Annette. Alla domanda dei due New-Type se lui e Sakuya hanno già pensato a mettere su famiglia, Lindow risponde che hanno già pensato a un nome: Ren.

### Resurrection
Durante alcune missioni i God Eater vengono esposti all'influenza di una sorta di "campo polarizzato", il quale influenza le Oracle Cell presenti nei loro corpi e nei God Arc. In una riunione indetta dal Dr. Sakaki, Soma rivela che la causa è un frammento di Nova scappato dal contenimento su Egida a causa di un malfunzionamento, e che ora sta vagando sotto forma di Aragami divorandone altri. Il Dr. Sakaki deduce che Nova si trova ancora in uno stadio larvale, così ordina alla prima unità di rintracciarla e sconfiggerla prima che diventi troppo potente. Il gruppo riesce a rintracciare Nova e a sconfiggerla, ma Hibari riferisce che lo stato delle sue Oracle Cell è invariato. Prima che possano capire la situazione Nova li attacca di sorpresa e ne approfitta per scappare. Tornati al Covo, Licca rivela che Nova è composta da diversi tipi di fattore Bias ottenuti dagli Aragami che ha divorato, facendone poi un paragone con il muro esterno della Divisione dell'Estremo Oriente, composto da altrettanti nuclei che impediscono agli Aragami di danneggiarlo, facendo capire quindi che Nova è in grado di influenzare le Oracle Cell per resistere ai God Arc. Dopo che tutte e tre le Unità iniziano la ricerca di Nova alla fine riescono a trovarla. La Prima Unità si divide in due parti per coprire più spazio, ma quella composta da Soma, Alisa e Kota viene sconfitta dall'Aragami. Prima, però, che possa finire il protagonista, l'arrivo di un essere simile a Shio riesce a impedirglielo. Dopo la battaglia il protagonista viene incaricato di sconfiggere specifici mostri per purificare le cellule del fattore Bias di Nova dai suoi compagni feriti attraverso i materiali raccolti dai mostri uccisi, venendo anche avvisato da altri membri di Fenrir degli avvistamenti dell'essere bianco simile a Shio in varie posizioni durante le missioni.
Dopo che i suoi compagni si sono completamente ristabiliti, il Dr. Sakaki e Licca escogitano una teoria su come battere Nova, che comporta scontrarsi contro un nuovo tipo di vari Aragami, piuttosto rari ma molto più forti, in quanto potenziati con dei pezzi di Nova, e classificati come "grotteschi", per raccogliere il loro nucleo in modo da potenziare i propri God Arc e avere una possibilità contro Nova. Durante la caccia agli Aragami la squadra incontra varie apparizioni di Shio, e grazie alla capacità di Risonanza del protagonista rivivono i ricordi che ha vissuto insieme a loro. Il Dr. Sakaki arriva alla conclusione che forse quella che hanno incontrato sono dei rimasugli di Nova che contengono anche le Oracle Cell di Shio, attivatisi proprio tramite il campo polarizzato di Nova. Dopo l'incontro con l'Hannibal blitz appena scoperto, la Prima Unità viene informata di un altro Aragami grottesco, verso il quale si precipitano subito dopo la missione, ma Nova arriva lì prima perché le esche create da Sakuya e Lindow non riescono più a distrarla. Compare anche Shio che cerca di fermarla, ma subito dopo Nova riesce a resisterle e a scaraventarla via, procedendo infine a divorare il nucleo del grottesco per poi ritirarsi. Grazie al rapporto di Kota, che ha sparato all'Aragami, si scopre che a causa del nuovo fattore Bias introdotto nel suo sistema tramite l'assimilazione del nucleo, per un breve momento Nova è vulnerabile. Licca riesce a ripetere il procedimento creando un nucleo artificiale, che renderà Nova di nuovo vulnerabile alle God Arc ma solo per un'ora, e in caso di fallimento non solo sarà di nuovo immune ma diventerà ancora più forte. I membri della Prima Unità iniziano il loro confronto finale con Nova, la quale esce da una sorta di bozzolo nella sua nuova forma di Arius Nova, e in quel momento Sakuya le spara il nucleo artificiale, permettendo così agli altri di sconfiggerla dopo un lungo combattimento. In quel momento compare un'altra proiezione di Shio, che tuttavia inizia a disfarsi, così i membri della Prima Unità le danno i loro ultimi saluti. Intanto la vera Shio, ancora sulla Luna, assorbe le Oracle Cell della sua proiezione giunte fino a lì, assimilandone i ricordi che ha avuto con i suoi amici.

## Personaggi
- Il giocatore (プレイヤー?, Pureiyā): una nuova recluta della Divisione dell'Estremo Oriente dell'organizzazione Fenrir che viene assegnato come membro della Prima Unità dei God Eater; è anche il primo God Eater New-Type. Nei vari media della serie, il nome canonico del giocatore maschile si rivela essere Yuu Kannagi (神薙 ユウ?, Kannagi Yū), con il God Arc a Lama lunga e Fucile a pompa con Brocchiero, mentre quello femminile Aki Tamashiro (霊代アキ?, Tamashiro Aki), con il God Arc a Lama lunga e Fucile d'assalto con Brocchiero. Nel manga non canonico The Spiral Fate si chiama Ryo Kagami (加賀美リョウ?, Kagami Ryō), dotato di un God Arc a Lama lunga e Fucile d'assalto con Brocchiero. Nell'adattamento anime viene chiamato Lenka Utsugi (空木レンカ?, Utsugi Renka), dotato di un God Arc a Lama lunga e Fucile esplosivo con Scudo; è doppiato da: Ryuuichi Kijima. Nella versione occidentale di Resurrection il nome maschile diventa Shinji Kagura (神楽シンジ?, Kagura Shinji), ed è il fratello di Reika Kagura, protagonista femminile di God Eater 2 Rage Burst.
- Kota Fujiki (藤木 コウタ?, Fujiki Kōta): è un membro della Prima Unità che si unisce ai God Eater contemporaneamente al giocatore. Il suo God Arc è un Old-Type Fucile d'assalto. Doppiato da: Daisuke Sakaguchi.
- Lindow Amamiya (雨宮 リンドウ?, Amamiya Rindō): è il leader della Prima Unità e vanta il più alto tasso di sopravvivenza (90%). Il suo God Arc è un Old-Type Lama lunga con Scudo. In seguito diventa un New-Type dopo essere tornato umano, e Il suo God Arc, creato con le Oracle Cell del suo Braccio destro, implementa anche un Fucile d'assalto. Doppiato da: Hiroaki Hirata.
- Sakuya Tachibana (橘 サクヤ?, Tachibana Sakuya): seconda in comando della Prima Unità, è una tiratrice di alto livello e il suo God Arc è un Old-Type Cecchino. Doppiata da: Sayaka Ōhara.
- Soma Schicksal (ソーマ・シックザール?, Sōma Shikkuzāru): è un membro della Prima Unità che evita di interagire con gli altri ma ha un alto tasso di sopravvivenza uguale a quello di Lindow. È anche molto forte e stranamente può rigenerare le sue ferite più velocemente di qualsiasi altro umano. Il suo God Arc è un Old-Type Lama distruttrice con Scudo a torre. Doppiato da: Kazuya Nakai.
- Tsubaki Amamiya (雨宮 ツバキ?, Amamiya Tsubaki): è la sorella di Lindow, che funge anche da supervisore della Prima, Seconda e Terza Unità. Doppiata da: Atsuko Tanaka.
- Alisa Ilynichina Amiella (アリサ・イリーニチナ・アミエーラ?, Arisa Irīnichina Amiēra): è la recluta New-Type della filiale russa che ha una storia traumatica con gli Aragami. Il suo God Arc comprende una Lama lunga e un Fucile d'assalto con Brocchiero. Doppiata da Maaya Sakamoto.
- Johannes von Schicksal (ヨハネス・フォン・シックザール?, Yohanesu fon Shikkuzāru): è il capo della Divisione dell'Estremo Oriente di Fenrir, Anagura. Con il suo comportamento indulgente, eccelle nella negoziazione politica tra i vari rami. È anche il padre di Soma. Doppiato da: Rikiya Koyama.
- Daigo Oguruma (大車ダイゴ?, Ōguruma Daigo): il dottore che ha in cura Alisa sin dai suoi giorni nella filiale russa. Appoggiando il Progetto Arca del direttore Schicksal, Oguruma effettua un lavaggio del cervello su Alisa per fargli uccidere Lindow, e in seguito Sakuya. In entrambi i casi fallisce, e dopo il fallimento del progetto fa perdere le proprie tracce. Doppiato da Tomohisa Asou.
- Hibari Takeda (竹田 ヒバリ?, Takeda Hibari): è un'operatrice della Divisione dell'Estremo Oriente, principalmente incaricata di prendere ordini per le missioni e di elaborare premi. Nonostante sia nella lista dei possibili incontri per God Eater, non ha ancora trovato un fattore Bias con un tasso di compatibilità abbastanza alto. Doppiata da: Kanae Itō.
- Paylor Sakaki (ペイラー・榊?, Peirā Sakaki): è un membro fondatore di Fenrir e attuale capo supervisore del dipartimento Tecnologia Aragami della Divisione dell'Estremo Oriente. È lui che ha scoperto il fattore Bias. Doppiato da: Taiten Kusunoki.
- Aisha Gauche (アイーシャ・ゴーシュ?, Aīsha Gōshu): è un membro fondatore di Fenrir e capo del Laboratorio di Ricerca Aragami, nonché la moglie defunta di Johannes von Schicksal e madre di Soma. Doppiata da: Rica Fukami.
- Eric der Vogelweid (エリック・デア＝フォーゲルヴァイデ?, Erikku dea Fōgeruvaide): un God Eater dalla personalità troppo sicura di sé, egoista e orgogliosa, cosa che lo porta a essere subito divorato da un Ogretail durante una missione del protagonista. Più avanti, tuttavia, si scoprirà che in realtà era di buon cuore, prendendosi cura di sua sorella minore Erina. Nell'anime, Eric dimostra una personalità più amichevole. Il suo God Arc è un Old-Type Fucile esplosivo. Doppiato da: Takahiro Fujimoto.
- Licca Kusunoki (楠 リッカ?, Kusonoki Rikka): una meccanica della Squadra di Manutenzione delle God Arc. Doppiata da Saki Yasuda.
- Gen Momota (百田ゲン?, Momota Gen): un ex-God Eater veterano e l'unico sopravvissuto del primo gruppo creato. Anche se ormai si è ritirato rimane comunque nella sede della Fenrir, dando preziosi consigli alle nuove generazioni di God Eater. Doppiato da Takeshi Mori e Takahiro Fujimoto (GER).
- Tatsumi O'Mori (大森 タツミ?, Oomori Tatsumi): leader della Seconda Unità dell'Unità di Difesa, dotato di una personalità allegra e ottimistica. Quando non è in servizio, viene spesso visto passare il tempo con Hibari al suo banco. Il suo God Arc è un Old-Type Lama corta con Brocchiero. Doppiato da: Takeshi Mori.
- Brendan Bardell (ブレンダン・バーデル?, Burendan Bāderu): il vice di Tatsumi nella Seconda Unità, cui, anche se molto legato, si dimostra più serio durante le missioni. Il suo God Arc è un Old-Type Lama distruttrice con Scudo a torre. Doppiato da: Tomoaki Maeno e Tomoaki Maeno (GEB).
- Kanon Daiba (台場カノン?, Daiba Kanon): membro della Seconda Unità, che agisce come medico sul campo. Di solito è gentile, amichevole e un po' goffa, ma si trasforma in una sadica durante la battaglia e spara indipendentemente dal fatto che colpisca un alleato o meno. Di conseguenza ha il più alto tasso di fuoco amico dell'intera Fenrir; si spinge ad accettare le missioni da sola per allenarsi. Nonostante ciò è anche brava a cucinare. Il suo God Arc è un Old-Type Fucile esplosivo. Doppiata da: Saki Yasuda (GE) e Ryo Hirohashi (GEB).
- Karel Schneider (カレル・シュナイダー?, Kareru Shunaidā): membro della Terza Unità dell'Unità di Difesa, noto per essere molto esigente con le ricompense delle missioni, cercando, quindi, di trovare materiali sul campo o svolgendo diversi lavori, alcuni dei quali non proprio legali. Il suo God Arc è un Old-Type Fucile d'assalto. Doppiato da: Kenji Akabane (GE) e Miyu Irino (GEB).
- Shun Ogawa (小川シュン?, Ogawa Shun): membro della Terza Unità, caratterizzato da un carattere quasi infantile e spericolato con una certa vena di arroganza. È specializzato in attacchi velenosi e adora le sfide, anche se Karel menziona il fatto che anche un semplice Kongou sarebbe abbastanza per dargli filo da torcere, alludendo al fatto che è mal preparato per gli incontri con Aragami più forti. Il suo God Arc è un Old-Type Lama lunga con Brocchiero. Doppiato da: Yūta Kazuya (GE) e Yūki Kaji (GEB).
- Gina Dickinson (ジーナ・ディキンソン?, Jīna Dikinson): membro della Terza Unità, specializzata nel combattimento a lungo raggio, al punto da lasciare il gruppo per inseguire un Aragami in fuga. Adora i fiori, disegnare e ascoltare la musica. Il suo God Arc è un Old-Type Cecchino. Doppiata da: Satomi Satō.
- Shio (シオ?): un Aragami evolutasi per assomigliare a un essere umano, prendendo le sembianze di una ragazzina completamente bianca e con gli occhi gialli. Il suo unico indumento è una bandiera della Fenrir, e in seguito Licca le fabbrica un vestito bianco. Shio ha una natura molto innocente e le piace cantare. Ha anche dimostrato di essere molto curiosa e, per via della sua natura Aragami, anche molto vorace. Si dimostra in grado di creare un proprio God Arc usando le proprie Oracle Cell con le sembianze di una Lama corta e un Fucile d'assalto con Scudo. Doppiata da: Yukari Fukui.
- Erina der Vogelweid (Erina dea Fōgeruvaide?): la sorellina di Eric. Inizialmente non riesce ad accettare la morte del fratello, ma dopo aver capito che è morto decide di voler diventare una God Eater, anche grazie al sorprendente appoggio di suo padre. Doppiata da: Kana Asumi.
- Ren (レン?): un nuovo God Eater New-Type che si unisce alla Prima Unità, e che in seguito si scopre essere una manifestazione della God Arc di Lindow. Il suo God Arc comprende una Lama corta e un Cecchino con Scudo. Doppiato da Ryōko Shiraishi.
- Annette Koenig (アネット・ケーニッヒ?, Anetto Kēnihhi): una dei nuovi God Eater New-Type, precedentemente arruolata nella filiale tedesca e ora membro della Seconda Unità. È molto forte, concentrandosi fortemente sull'offensiva, ma è disposta a imparare qualsiasi cosa. La sua God Arc comprende una Lama distruttrice e un Fucile d'assalto con Brocchiero. Doppiata da Ami Naga (GEB) e Yuki Kaneko (GER).
- Federico Caruso (フェデリコ・カルーゾ?, Federiko Karūzo): uno dei nuovi God Eater New-Type, precedentemente arruolato nella filiale italiana e ora membro della Terza Unità. È molto cauto e preferisce tattiche sicure durante le missioni, concentrandosi più sulla difesa. Il suo God Arc comprende una Lama lunga e un Cecchino con Scudo. Doppiato da Nobunaga Shimazaki.

## Aragami
Gli Aragami (荒神 "divinità devastatrici") sono un conglomerato di Oracle Cell, organismi monocellulari in grado di divorare qualunque cosa e assorbirne le qualità, dando così origine a diverse specie. Ogni Aragami possiede un nucleo che se distrutto farà collassare le Oracle Cell che lo compongono, anche se in seguito si ricostituiranno in un nuovo esemplare.

### Piccoli
- Ogretail: un Aragami simile a un teropode che deve il nome alla grossa coda su cui è impressa la faccia di un orco. Benché abbia abitudini da saprofago divorando altri Aragami, è anche in grado di cacciare le sue prede in branco.
- Vajratail: un Ogretail che si è nutrito del nucleo di un Vajra, assumendone alcune caratteristiche. Alcuni esemplari non riescono a controllare bene la forza del nucleo, rilasciando calore intenso che estende la portata della coda, mentre quelli che sono più in sintonia ricordano molto dei Vajra, soprattutto perché ne hanno ereditato gli attacchi elettrici.
- Zygote: Aragami nato dalla fusione di una donna con un uovo, al cui interno è presente un gas mortale, e dotato di un'elevata mobilità aerea. Grazie al suo grande occhio è in grado di fungere da sentinella, richiamando gli altri Aragami con un grido assordante.
- Fanciulla del bozzolo: un particolare Aragami a forma di vergine di ferro che resta attaccato al terreno fungendo da torretta, in grado di attaccare a distanza con un laser, usando la sua stessa testa, e da vicino con degli aculei velenosi che fuoriescono quando apre il corpo.
- Amor: piccolo Aragami introdotto in Resurrection. È uguale all'Abaddon del secondo capitolo ma dai colori invertiti, ovvero un Aragami simile a un pesce bianco e blu, e presenta le stesse meccaniche, tra cui quella di ricavare dei biglietti con cui creare i materiali.

### Medi
- Kongou: Aragami che ricorda una grossa scimmia. Sulla schiena sono presenti dei tubi che sparano potenti getti di aria pura. È dotato di un udito finissimo con cui può avvertire le battaglie.
- Kongou feroce: variante del Kongou riconoscibile dalla corazza dorata e la maschera che ricorda un volto spezzato in tre parti. È in grado di rilasciare elettricità, in particolare quando rotola ampliando il suo raggio d'attacco.
- Gboro-Gboro: Aragami simile a un pesce, dotato di enormi fauci e un muso simile a un cannone da cui spara sfere d'acqua, ed è anche in grado di comprimere l'aria per usarla come proiettili di un mortaio. Nonostante l'aspetto si muove agilmente sia nell'acqua che sulla terraferma.
- Gboro-Gboro d'oro: variante dorata del Gboro-Gboro introdotta come DLC, estremamente debole e fragile da cui si ricavano diversi materiali.
- Chi-You: Aragami umanoide dotato di quattro braccia: due sono incrociate sul petto, mentre le altre sono più grosse e sembrano ali di ferro con cui attacca e che gli permettono anche di volare. Nei palmi delle mani è in grado di accumulare energia esplosiva da lanciare contro i nemici.
- Sekhmet: variante del Chi-You introdotta come DLC che sembra prendere le caratteristiche della divinità omonima da cui prende il nome: infatti si presenta con caratteristiche leonine e una corazza egizia, ed è in grado di rilasciare delle fiamme, anche quando è in volo.
- Yaksha: un grosso Aragami umanoide introdotto come DLC in Burst, somigliante a un Oni e con un cannone al posto del braccio destro da cui spara Oracle Cell. Risultano più pericolosi quando si trovano in gruppo, soprattutto se attirati dalle battaglie.
- Yaksha Raja: versione più grande e forte dello Yaksha di cui è a capo, dotato, inoltre, di altre due braccia su cui sono presenti lunghi artigli.

### Grandi
- Vajra: Aragami con l'aspetto di una grossa tigre che, nonostante la mole, è capace di movimenti rapidi per confondere i nemici ed emette scariche elettriche dalle appendici che formano un mantello sulla schiena.
- Prithvi Mata: variante del Vajra che controlla il ghiaccio, il quale sembra aver inglobato parti di statua dandogli un volto umano femminile; proprio per questo non è chiaro se sia una sottospecie o la versione femminile. Quando è infuriato il suo corpo si irrigidisce, diventando più resistente agli attacchi fisici.
- Balfa Mata: versione del Prithvi Mata introdotta nel Pacchetto Predatore 2 di Resurrection. Identica per aspetto se ne differenzia per nuovi attacchi di ghiaccio che fungono da estensione di quelli normali, i quali diventano molto più veloci quando è in collera.
- Ravana: sottospecie del Vajra introdotta come DLC in Burst. Si pensa sia un Vajra che ha divorato delle armi, motivo per cui, oltre ad avere le tipiche movenze, sulla schiena è presente un cannone alimentato dal nucleo incandescente in grado di sparare sfere di fuoco e un colpo in grado di penetrare anche gli ostacoli; inoltre, può rilasciare una nube velenosa.
- Borg Camlann: Aragami simile a un gigantesco scorpione, con un corpo umanoide somigliante a un cavaliere che in realtà sarebbe la sua bocca, e al posto delle chele sono presenti le metà di uno scudo a forma di teschio. La coda ha una grossa portata e i picchi sul corpo agiscono come missili.
- Quadriga: un grosso Aragami simile a un carro armato quadrupede in quanto ha assorbito diverse armi, il cui corpo principale è uno scheletro umanoide posizionato in alto. Nonostante la stazza ha un'elevata mobilità, e le sue armi prevedono due capsule ai lati del corpo da cui spara salve di missili denominati tomahawk e la corazza frontale che, quando la apre, ne lancia di più grossi; inoltre, è in grado di rilasciare un'immensa ondata di calore che lo avvolge.
- Tezcatlipoca: variante del Quadriga con la struttura basata sulla cultura azteca, che oltre a essere più resistente possiede dei tomahawk che si dividono in altrettanti quando colpiscono un ostacolo e inducono lo status Falla. Quando entra in collera, inoltre, teletrasporta quelli grossi sopra le sue prede, rendendoli più micidiali.
- Sariel: Aragami per metà donna e metà farfalla, in grado di levitare e di sparare dei laser dal suo terzo occhio; inoltre, può rilasciare una nube di gas velenoso davanti a sé e generare dei muri di luce.
- Etere: variante maschile della Sariel, dotato di differenti tipi di attacchi, tra cui i laser più numerosi.
- Uroboro: gigantesco Aragami con un corpo sorretto da diversi tentacoli e possiede una testa su cui sono posizionati delle corna e una miriade di occhi da cui spara un raggio e scaglia dei proiettili per bombardare diverse zone. I tentacoli possono, inoltre, sbucare da sotto il terreno e generare esplosioni di luce. Viste le sue dimensioni è affrontabile solo nelle aree più spaziose.
- Arda Nova: Aragami creato dal direttore Johannes von Schicksal usando le Oracle Cell di Nova e basandosi sul metodo di creazione dei God Arc, motivo per cui si può considerare una sorta di God Arc umano. È composto da due corpi: uno femminile, modellato su Aisha, la defunta moglie di Johannes, in grado di generare diversi fasci di luce dalle mani, dai capelli e dall'enorme aureola dietro la testa, e uno maschile che vi fluttua dietro, dal corpo grosso e senza gambe la cui testa è modellata sul logo della Fenrir e al cui interno è presente Johannes stesso, in grado di generare fasci di luce dalla cavità sul petto e di scatenare diversi attacchi in mischia.
- Hannibal: Aragami che assomiglia a un drago umanoide con uno scudo sull'avambraccio sinistro e che ha la facoltà di rigenerare il nucleo quando viene estratto dal corpo. Le mosse marziali e la capacità di formare armi con il fuoco, unite alla precedente abilità, lasciano intendere che forse si tratti di God Eater mutati in Aragami e che possono essere sconfitti solamente tramite il proprio God Arc. Sulla schiena, inoltre, sono presenti delle scaglie che contengono molta energia termica, le quali, se distrutte, permettono all'Hannibal di rilasciarne la potenza.
- Hannibal corrosivo: versione più forte dell'Hannibal, caratterizzata dai colori più scuri, lo scudo sull'avambraccio destro e le fiamme viola, indicando che non sono di tipo Incendio ma Divino.
- Hannibal blitz: versione grottesca dell'Hannibal corrosivo i cui movimenti sono più veloci del normale, cosa che lo rende ancora più ostico da affrontare.
- Arius Nova: Aragami nato da un frammento di Nova che si è nutrito di diversi Aragami assimilandone i fattori Bias. Si presenta come un Dyaus Pita di colore grigio chiaro con alcune parti violacee, da cui ne eredita i diversi attacchi, con la testa di Nova contorta in modo simile al Prithvi Mata. Nella sua forma finale presenta le ali estese del Dyaus Pita, riprendendone anche qui gli stessi attacchi ma con l'unica differenza che quelli ad area fanno emergere dei cristalli, e l'aureola di Arda Nova dietro la testa, con cui è in grado di generare delle stalattiti che infliggono Veleno.

### Specie decadute
Le specie decadute sono degli Aragami che si sono adattati a un particolare tipo di elemento, acquisendone le caratteristiche e diventando più forti, cambiando anche alcune parti del corpo frantumabili.
- Ogretail decaduto: Ogretail che si è adattato ai climi freddi, rendendo la sua pelle molto più spessa ma risultando vulnerabile al calore.
- Zygote decaduta: Zygote che hanno modificato le proprietà del loro gas velenoso: le incendiate infliggono lo status Esposizione, le gelanti Falla e le elettriche Calo attacco.
- Fanciulla del bozzolo decaduta: Fanciulle del bozzolo che infliggono diversi effetti di status quando colpiscono i nemici con i loro aculei: le incendiate infliggono Interferenza e Esposizione, le gelanti Veleno mortale e Falla fatale e le elettriche Stordimento e Calo attacco.
- Kongou decaduto: un Kongou abituatosi ai climi freddi, sviluppando la capacità di congelare l'aria grazie ai suoi tubi e di spararla in tre sezioni, aumentando, inoltre, la portata dei suoi attacchi.
- Gboro-Gboro decaduto: Gboro-Gboro adattatisi alle condizioni estreme degli ambienti caldi e freddi: gli incendiati possono sparare fuoco dal corno e infliggere Calo attacco tramite l'aria, mentre i gelanti sparano pezzi di ghiaccio e infliggono Esposizione.
- Chi-You decaduto: Chi-You in grado di controllare l'elettricità, con cui riesce a stordire i nemici e che aumenta la portata e potenza dei suoi attacchi nei palmi delle mani. Quando entra in collera, tuttavia, diventa vulnerabile allo status Trattenuta.
- Borg Camlann decaduto: dei Borg Camlann mutati che hanno acquisito nuove capacità negli attacchi: gli incendiati estendono la portata degli attacchi della coda con il fuoco, mentre gli elettrici rilasciano delle mine.
- Quadriga decaduto: Quadriga completamente rivestito di ghiaccio, in grado di provocare lo status Falla con i suoi tomahawk.
- Sariel decaduta: Sariel in grado di provocare sia lo status Veleno che Falla.
- Uroboro decaduto: Uroboro che ha subito dei cambiamenti alla struttura esterna, permettendogli di sferrare gli attacchi di quando è in collera anche quando non lo è.
- Arda Nova decaduta: a differenza delle precedenti specie, si ritiene che si tratti di un Aragami evolutosi da un nucleo parziale quando venne smaltito il prototipo dell'Arda Nova. L'unica differenza con l'originale è che entrambi i corpi possono usarsi come arma: la dea utilizza il dio come un martello, mentre il dio utilizza la dea come una spada.

### Deofagi
I Deofagi sono una sottospecie di Aragami evolutisi per contrastare i God Eater. Sono divisi in due tipologie: tipo 1, presentandosi con un aspetto stravolto e che prendono i nomi delle divinità giapponesi, e tipo 2, che sono una ricolorazione della specie di provenienza e che prendono i nomi delle divinità greche. La maggior parte, inoltre, utilizzano l'elemento Divino o sono deboli a esso (o entrambi allo stesso tempo).
- Dyaus Pita: sottospecie di Vajra dal colore nero e con un volto umano barbuto. In Resurrection viene creato un nuovo modello che viene classificato come Deofago di tipo 1, il quale, dopo aver perso un quarto della vita, fa apparire da sotto il mantello due arti simili ad ali dotati di lunghe lame rosse e diventando più aggressivo. La prima apparizione di questo tipo proviene dall'adattamento anime, in cui veste il ruolo di antagonista principale. Il fatto che in molte missioni è accompagnato da un Prithvi Mata fa supporre che il Dyaus Pita funga da capobranco; ulteriore conferma deriva dal suo nome, in riferimento all'omonima divinità vedica il quale è il divino consorte della dea Prithvi.
- Padre Celeste: variante del Dyaus Pita, di cui originariamente era il modello originale nel gioco. Presenta il corpo più nerastro e le corna da Vajra più ampie. È più debole del Dyaus Pita, ma quando entra in collera diventa più resistente e i suoi attacchi fisici possono stordire.
- Susano'o: sottospecie di Borg Camlann introdotta come DLC, il cui corpo sembra essere composto dalle Oracle Cell delle God Arc, di cui si nutre; per questo motivo si è pensato che sia un God Eater trasformato in un Aragami. Al posto dello scudo presenta due fauci simili alla modalità predatore delle God Arc, mentre al posto del pungiglione è presente un God Arc Lama lunga, con cui può anche sparare dei proiettili.
- Era: variante più forte della Sekhmet, introdotta come contenuto scaricabile esclusivamente per Burst.
- Poseidone: variante più forte del Tezcatlipoca, introdotta come contenuto scaricabile esclusivamente per Burst.
- Zeus: variante più forte dell'Etere, introdotta come contenuto scaricabile esclusivamente per Burst.
- Amaterasu: sottospecie di Uroboro introdotta come DLC. A differenza della specie originale utilizza attacchi di attributo Incendio, presenta un seno femminile e al posto degli occhi vi è il busto di una dea, suo punto debole.
- Tsukuyomi: sottospecie dell'Arda Nova introdotta come DLC, di cui è presente solamente il corpo femminile e con un aspetto più robotico in quanto percorso da diversi circuiti blu. Stranamente non attacca per primo, ma se provocato risponde con una serie di colpi e laser attraverso la sua aureola lunare e le braccia estendibili.
- Venus: Aragami introdotto come DLC in Burst e poi reso un Deofago di tipo 1 in Resurrection, che si pensa essere nato quando una Sariel, alla ricerca della pura beltà, decise di divorare altri Aragami, diventando un amalgama quadrupede con davanti il suo busto, che ha preso l'aspetto di una ragazza bellissima. Sulla schiena, ai lati e sotto la coda sono presenti delle protuberanze gelatinose che contengono rispettivamente le capsule tomahawk del Quadriga, le code del Borg Camlann e la testa del Gboro-Gboro, con cui l'Aragami se ne serve per attaccare da ogni lato. Da davanti, invece, è in grado di lanciare una grossa sfera di luce, evocare delle colonne di fuoco viola o caricare usando delle zanne.
- Caligola: sottospecie dell'Hannibal introdotto come DLC in Burst e poi reso un Deofago di tipo 1 in Resurrection, completamente rivestito da una corazza blu e dotato di due lame sulle braccia, riuscendo a coprire una grossa distanza, e un propulsore sulla schiena, con cui scatena una folata intorno a sé. Spezzandone i legami si ridurranno le capacità di entrambi, mentre farlo sulla testa gli farà attivare un attacco in cui si lancia in aria per poi caricare contro il nemico.

## Modalità di gioco
God Eater è un Action RPG in cui il giocatore impersona un giovane God Eater New-Type; guerrieri speciali dedicati a sconfiggere nemici mostruosi conosciuti come gli Aragami. Il gioco offre una modalità giocatore singolo basata sulle missioni, in cui se ne svolgono oltre 100. In modalità cooperativa vi è un massimo di tre compagni di squadra su multigiocatore wireless locale ad hoc, oppure i compagni di squadra vengono controllati dall'IA. La versione nordamericana del gioco supportava anche il party ad hoc di PlayStation 3. Il gioco include la creazione del personaggio che consente la personalizzazione del proprio avatar per l'acconciatura, colore dei capelli, viso, colore della pelle, abbigliamento e voce. L'obiettivo è sconfiggere tutti o degli specifici Aragami nell'area designata entro il tempo limite in base agli obiettivi della missione. Ulteriori ricompense si ottengono a seconda dell'efficienza della missione.
I giocatori possono correre e saltare, cosa che porta al consumo della resistenza che si auto-rigenera nel tempo. L'unica arma dei giocatori è la God Arc (神 機 Jinki), un'arma unica che può passare istantaneamente a quattro diverse forme: lama, fucile, scudo e predatore. Gli attacchi in forma fucile consumano Punti Oracle, i quali possono essere riguadagnati con gli attacchi ravvicinati, tuttavia questo consuma anche resistenza. Una volta che un Aragami è stato sconfitto, i materiali possono essere raccolti dai suoi resti passando alla forma predatore e divorandolo. Se un giocatore perde tutti i punti vita, i compagni di squadra possono usare l'"Aiuto collegamento" per far rivivere i membri del team sacrificando i propri. Divorando un Aragami che è ancora vivo, il God Eater ottiene un proiettile Aragami, entrando, inoltre, temporaneamente in uno stato chiamato "Modalità Burst" in cui aumenta la velocità, la forza e la rigenerazione dell'energia. Inoltre, i God Eater New-Type possono portare i compagni di squadra in una Modalità Burst artificiale chiamata "Link Burst" inviando proiettili Aragami ai loro compagni di squadra. Il Link Burst è accumulabile fino a tre volte in successione. I giocatori possono aggiornare, migliorare e creare le armi e potenziarle con nuove parti usando i materiali trovati principalmente nelle missioni. God Eater Burst introduce una nuova parte di equipaggiamento chiamata "Unità di Controllo", che conferisce diverse abilità all'utente in modalità Burst a seconda dell'unità equipaggiata. God Eater Resurrection aggiunge nuove e basilari funzionalità aggiornate da God Eater 2 Rage Burst, una delle quali è lo Stile predatore che sostituisce lo slot di equipaggiamento Unità di Controllo, introducendo una varietà di nuove mosse divoratrici, sbloccabili durante le missioni, e possono essere ulteriormente migliorati con l'aggiunta di vari potenziamenti, che sono classificati da 1 a 3 a seconda di quanto sono utili. Una funzionalità aggiornata di God Eater 2 consente ai giocatori l'uso opzionale di un Operatore in battaglia, che notificherà al giocatore qualsiasi Aragami emergente e fornirà vari aggiornamenti di stato di giocatori e battaglie NPC. Un'altra "Abilità Personale" aggiornata data dai personaggi NPC (a volte anche dai giocatori online) che possono fornire vari premi extra o modificare i premi della missione. Selezionando l'Abilità Personale di un personaggio NPC che ha 3 "stelle" riempite nell'angolo in alto a destra, si ottiene una piccola scena post-missione che fornisce maggiori dettagli sui personaggi. Il gioco aggiornato aggiunge anche 4 nuove armi: Lancia caricata, Martello, Fucile a pompa e Falce valorosa, le quali sono apparse per la prima volta in God Eater 2 e God Eater 2 Rage Burst. In totale God Eater Resurrection ha 14 ranghi di difficoltà che dividono gli archi della storia: 1-6 è la storia originale di God Eater, 7-10 è la storia di God Eater Burst e 11-14 è il nuovo arco di storia di God Eater Resurrection. Sono inclusi nel gioco anche 2 "pacchetti predatore" che sono raccolte di missioni ad alta difficoltà.

## Sviluppo
Il gioco è stato diretto da Yoshimura Hiro e prodotto da Yosuke Tomizawa. Il character design è stato fornito da Koichi Itakura e Sokabe Shuji. God Eater è stato inizialmente annunciato il 9 luglio 2009 da Namco Bandai Games. Poco dopo la pubblicazione giapponese del gioco, è stata annunciata un rilascio nordamericana da un sussidiario di Namco Bandai Holdings, D3 Publisher, per il terzo trimestre 2010. Tuttavia, D3 ha annunciato che a volte è stato ritardato nel 2011. Namco Bandai ha annunciato un nuovo progetto su God Eater con un evento noto come God Eater Fes 2010 che era in programma ad Akiba Square l'11 luglio 2010. Tuttavia, cinque giorni prima dell'evento, Famitsū ha rivelato God Eater Burst, una versione "evoluta" del gioco originale. Il gioco è stato confermato per contenere ulteriori armi, una nuova storia, personaggi, nemici insieme a un gioco riequilibrato e una grafica migliorata. God Eater Burst è uscito in Giappone il 28 ottobre 2010 insieme a un pacchetto di espansione God Eater Burst: Append Edition, aggiungendo tutti i nuovi contenuti al gioco originale. Il 12 gennaio 2011 è stato rivelato che il titolo nordamericano sarebbe stato cambiato in God Eater Burst rendendo la parola God al plurale. Oltre all'arco narrativo principale presente nell'originale, God Eater Burst presenta una trama aggiuntiva non inclusa nella versione originale giapponese.

## Media correlati

### Letteratura
Sono stati rilasciati numerosi adattamenti light novel. La prima serie di romanzi fu scritta da Yuurikin, illustrata da Sokabe Shuji, pubblicata da Enterbrain e serializzata sulla rivista Famitsū Bunko. I capitoli sono stati compilati in un unico volume e pubblicati il 30 giugno 2010 sotto il titolo God Eater: Kinki o yaburu mono (ゴッドイーター 禁忌を破る者?, God Eater: Those Who Break the Taboo). Il secondo è composto da due volumi: God Eater: Alisa in Underworld (GOD EATER ～アリサ・イン・アンダーワールド～?) e God Eater: Knockin 'On Heaven's Door (GOD EATER ～ノッキン・オン・ヘブンズドア～?), scritto da Ryuzaki Tsukasa, illustrato da Sokabe Shuji, e pubblicato da Kadokawa Shoten. I romanzi sono stati rilasciati rispettivamente il 18 settembre 2010 e il 18 dicembre 2010.
Il gioco ha anche ricevuto diversi adattamenti manga scritti da Namco Bandai. Il primo è intitolato God Eater: Kyūseishu no Kikan (GOD EATER -救世主の帰還-?, God Eater -Return of the Messaiah-) è stato illustrato da Osan Eijii, pubblicato da Kōdansha, e serializzato nella rivista Rival Comics. il 28 dicembre 2011 la serie è stata completata e compilata in cinque volumi. Il secondo è intitolato God Eater: the spiral fate ed è stato illustrato da Saito Rokuro, pubblicato da Dengeki Comics e serializzato su Side-B.N Magazine. A partire dal 27 novembre 2010, il manga è stato completato e compilato in due volumi. Un terzo manga intitolato God Eater: the summer wars è stato illustrato da Okiura, pubblicate da Kadokawa Shoten e serializzate su Dragon Age Comics Magazine. La serie è stata completata e compilata in un unico volume il 7 maggio 2012.

### Anime
Un OAV prequel di dodici minuti è stato realizzato da Ufotable e trasmesso il 28 settembre 2009. Al Tokyo Game Show del 2014 venne annunciato un anime in CGI tratto dal videogioco, in concomitanza del suo quinto anniversario. Creato dalla Ufotable, l'anime segue la storia di God Eater, apportando qualche cambiamento come il nuovo protagonista Lenka Utsugi, in sostituzione a Yuu Kannagi (protagonista canonico di God Eater, God Eater 2, di vari manga e light novel). L'anime è composto da 13 episodi e un prologo; la sigla è Feed A ed è cantata dagli Oldcodex.
| Nº | Titolo italiano Giapponese 「Kanji」 - Rōmaji                                           | In onda           | In onda |
| Nº | Titolo italiano Giapponese 「Kanji」 - Rōmaji                                           | Giapponese        |         |
| 1  | Lenka Utsugi 「空木レンカ」 - Utsugi Renka                                              | 12 luglio 2015    |         |
| 2  | Lindow Amamiya 「雨宮リンドウ」 - Amamiya Rindō                                         | 19 luglio 2015    |         |
| 3  | Alisa Ilynichina Amiella 「アリサ・イリーニチナ・アミエーラ」 - Arisa Irīnichina Amiēra | 26 luglio 2015    |         |
| 4  | Aegis 「エイジス」 - Eijisu                                                             | 9 agosto 2015     |         |
| 5  | Meteora/fuoco di paglia 「流星/わら火災」 - Ryūsei/wara kasai                           | 16 agosto 2015    |         |
| 6  | Il loto nel fango 「泥の中の蓮」 - Doro no naka no hasu                                 | 30 agosto 2015    |         |
| 7  | Lo strappo 「涙です」 - Namidadesu                                                      | 6 settembre 2015  |         |
| 8  | Sakuya Tachibana 「橘 サクヤ」 - Tachibana Sakuya                                       | 20 settembre 2015 |         |
| 9  | Soma Schicksal 「ソーマ・シックザール」 - Sōma Shikkuzāru                               | 27 settembre 2015 |         |
| 10 | Petali dispersi 「散華」 - Sange                                                        | 5 marzo 2016      |         |
| 11 | Operazione Meteorite 「メテオライト」 - Meteoraito                                      | 12 marzo 2016     |         |
| 12 | Uniti si vince 「第一部隊」 - Dai-Ichi Butai                                            | 18 marzo 2016     |         |
| 13 | Il loto 「蓮華」 - Renge                                                                | 26 marzo 2016     |         |

### Colonna sonora
Il God Eater Burst Drama and Original Soundtrack (GOD EATER BURST ドラマ&オリジナル・サウンドトラック?) ufficiale è stato pubblicato su un singolo disco il 22 dicembre 2010 composto da Gō Shiina e presentava le sigle iniziali e finali del gioco, "Over the Clouds" e "My Life", entrambe cantate da Alan Dawa Dolma.
1. BGM (EP 01/07):「Have you ever seen...」by GHOST ORACLE DRIVE
2. BGM (EP 01/03):「Maintain Maintain」by GHOST ORACLE DRIVE
3. BGM (EP 02):「Long Way」by GHOST ORACLE DRIVE
4. BGM (EP 04):「Broke my stake」by GHOST ORACLE DRIVE
5. BGM (EP 05):「Human After All」by GHOST ORACLE DRIVE feat. Sen to Chihiro Chicchi(BiSH）
6. BGM (EP 06):「NO WAY」by GHOST ORACLE DRIVE
7. BGM (EP 08/09):「SUNDAY」by GHOST ORACLE DRIVE

### Altro
Un gioco di carte collezionabili è stato rilasciato come God Eater Burst Monster Collection Trading Card Game nel settembre 2011. Due mazzi da 50 carte sono stati rilasciati come God Eater Burst - God Eater e God Eater Burst - Aragami che includeva dadi speciali, un foglio di riferimento, e un tappeto da gioco. Una serie di nove miniature raffiguranti gli Aragami è stata distribuita in Giappone come Soul of Figuration God Eater. Un gioco per cellulare intitolato God Eater Mobile è stato sviluppato da Mobage e rilasciato il 16 dicembre 2010 in Giappone per i-Mode, EZWeb e Yahoo! Servizio di distribuzione Keitai, simile al gioco originale, è dotato di personalizzazione del personaggio, acquisto di oggetti e caccia agli Aragami.

## Accoglienza
Il gioco ha ricevuto recensioni contrastanti, con un 71/100 su Metacritic mentre ha ricevuto un buon punteggio nella rivista giapponese di giochi Famitsū, che ha dato un punteggio totale 34/40. La rivista Play Generation diede alla riedizione God Eater Burst un punteggio di 82/100, apprezzando le numerose opzioni di personalizzazione, i combattimenti dinamici e il gioco cooperativo e come contro l'inquadratura non sempre perfetta e alcune missioni troppo simili fra loro, finendo per trovarlo un titolo d'azione in stile Monster Hunter con combattimenti dinamici, una trama interessante e un'ottima modalità cooperativa.

### Vendite
L'originale God Eater ha venduto 295 000 copie nella prima settimana della sua uscita in Giappone, e nel marzo 2011 oltre 610 000 copie in Giappone. La riedizione, God Eater Burst, ha venduto 263 150 copie nella prima settimana di uscita in Giappone. Il remake del 2015, God Eater Resurrection, ha venduto un totale di 167 857 copie su entrambe le piattaforme PlayStation Vita e PlayStation 4 entro la prima settimana di uscita in Giappone; la maggior parte delle copie vendute riguardava la versione Vita, che occupava la prima posizione nelle classifiche di vendita di software giapponesi per quella particolare settimana.